# Parasumelis mirei
Parasumelis mirei är en skalbaggsart som beskrevs av Stefan von Breuning 1977. Parasumelis mirei ingår i släktet Parasumelis och familjen långhorningar. Inga underarter finns listade i Catalogue of Life.